# Death Wish (2018)
Death Wish (bra: Desejo de Matar; prt: Death Wish: A Vingança) é um filme estadunidense de 2018, dos gêneros ação, drama criminal e suspense, dirigido por Eli Roth e escrito por Joe Carnahan. É a sexta parte da série Death Wish e um remake do filme de 1974 de mesmo nome, estrelado por Charles Bronson, baseado no romance de 1972 de Brian Garfield. O filme é estrelado por Bruce Willis como Paul Kersey, um médico de Chicago em busca de vingança contra o homem que atacou sua família. Vincent D'Onofrio, Elisabeth Shue, Dean Norris e Kimberly Elise também aparecem.
O filme foi lançado nos Estados Unidos pela Metro-Goldwyn-Mayer e em mercados internacionais pela Annapurna Pictures em 2 de março de 2018.

## Sinopse
O filme conta a história de Dr. Paul Kersey, cirurgião que vê as consequências da violência de Chicago quando elas entram urgentemente no hospital, até que sua esposa e sua filha sejam violentamente atacadas em casa nos subúrbios. Paul, ansioso por vingança, persegue os criminosos que agrediram sua família para fazer justiça, enquanto a polícia está sobrecarregada. Os assassinos anônimos de criminosos chamam a atenção da comunicação social e Chicago se interroga se o vigilante mortal é um anjo da guarda ou apenas um vingador da noite.

## Elenco
- Bruce Willis como Dr. Paul Kersey
- Vincent D'Onofrio como Frank Kersey.
- Dean Norris como Detetive Kevin Raines.
- Kimberly Elise como Detetive Leonore Jackson.
- Mike Epps como Dr. Chris Salgado.
- Elisabeth Shue como Lucy Rose Kersey.
- Ronnie Gene Blevins como Joe.
- Beau Knapp como Knox.
- Jack Kesy como Tate "Fish" Karp.
- Wendy Crewson como Dr. Jill Klavens
- Kirby Bliss Blanton como Bethany.
- Len Cariou como Ben.
- Luis Oliva como Miguel.
- Troy Kivisto como Agente do FBI.
- Camila Morrone como Jordan Kersey.

## Lançamento
Em junho de 2017, foi anunciado que a Paramount Pictures distribuiria o filme em conjunto com a Metro-Goldwyn-Mayer e seria lançado em 22 de novembro de 2017. No entanto, em outubro de 2017, foi anunciado que havia sido adiado para 2 de março de 2018 e que a Metro-Goldwyn-Mayer distribuiria o filme nos Estados Unidos, enquanto a Annapurna Pictures o distribuiria internacionalmente.

## Recepção

### Bilheteria
Death Wish arrecadou US$ 34 milhões nos Estados Unidos e no Canadá, e US$ 14,5 milhões em outros territórios, para um total mundial de US$ 48,5 milhões, contra um orçamento de produção de US$ 30 milhões.
O filme foi amplamente criticado pela crítica. No site agregador de críticas Rotten Tomatoes, o filme detém uma taxa de aprovação de 18% com base em 165 resenhas e uma classificação média de 4/10. O consenso crítico do site diz: “Death Wish é pouco mais do que uma releitura mecânica que carece da coragem e convicção do original—e também sofre de um timing espetacularmente ruim.” No Metacritic, o filme tem uma pontuação média ponderada de 31 em 100, com base em 32 críticos, indicando “críticas geralmente desfavoráveis”. O público consultado pelo CinemaScore deu ao filme uma nota média de “B+” em uma escala de A+ a F.

### Prêmios
39º Prêmio Framboesa de Ouro (23 de fevereiro de 2019)
- Pior Ator (Bruce Willis) (indicado)
- Pior Remake, Plágio ou Sequência (indicado)[11]